# Лычёва, Екатерина Александровна
Екатери́на Алекса́ндровна Лычёва (род. 10 июня 1974, Москва, СССР) — советская школьница, посетившая в 1986 году США с «миссией мира».

## Биография
Родители — научные сотрудники; вопреки существовавшим слухам, не имели влиятельных родственников в структурах власти. Ходили слухи, что в знакомых семьи числился один из руководителей отдела пропаганды ЦК КПСС.  
Дед со стороны матери — актёр Анатолий Игнатьев. По линии матери приходится правнучкой Марии Овсянниковой. Училась в московской английской спецшколе № 4 (ныне школа № 1260). 
В 1988 году её мама получила стипендию французского президента Франсуа Миттерана, и вся семья Лычевых уехала в Париж. Во Франции Катя Лычёва получила экономическое и юридическое образование. 
С 1995 года работала в Парижском центре содействия иностранным инвестициям.
В 2000 году вернулась в Россию, работала в Министерстве труда и социального развития РФ. 
С 2004 года — сотрудник Федерального агентства по наукоёмкой промышленности (по другим данным — НП «Объединённый авиастроительный консорциум»). 
С 2005 по 2009 год работала вице-президентом ОАО «АвтоВАЗ». 
Также трудилась в Фонде содействия развитию малых форм предприятий в научно-технической сфере.
В 2011 году ушла в отпуск по беременности и родам, родила дочь.

## Миссия мира
После гибели в 1985 году Саманты Смит, посетившей СССР в 1983 году, её матерью Джейн и основанной ею организацией «Дети как миротворцы» (англ. Children as the Peacemakers) было предложено организовать ответный визит в США советской школьницы. Выбор предоставили советской стороне, поставив лишь два условия: девочка должна активно участвовать в борьбе за мир и не быть старше, чем была Саманта на момент гибели. Катя Лычёва была отобрана из нескольких тысяч кандидатур. С 21 марта по 4 апреля 1986 года она вместе с американской школьницей из города Сан-Франциско Стар Роу (англ. Star Rowe) совершила поездку по США с пропагандой мира, в ходе которой посетила несколько городов США (Вашингтон, Нью-Йорк, Сан-Франциско), Штаб-квартиру ООН, Диснейленд, Центр управления полётами НАСА и встретилась с президентом Рональдом Рейганом. Поездка широко освещалась советскими средствами массовой информации, и Катя стала известной в Советском Союзе, особенно среди школьников.

## Работа в кино
В 1980-х годах Катя снялась в ряде фильмов:
1. 1982 — Живая радуга — Катя
2. 1984 — Сильная личность из 2 «А» — Зина Горелова, подруга Димы
3. 1985 — Детство Бемби — маленькая Фалина
4. 1986 — Лермонтов — Елена Чавчавадзе в детстве (в титрах — Катя Лычова)
5. 1987 — Как дома, как дела? — Наташа Минаева

## Известность
- В честь Саманты Смит и Кати Лычёвой названа разновидность пряжи — Samantha-Katya pink[9][13].
- В 1986 году в СССР был известен анекдот: «Какие три женщины самые популярные в Советском Союзе? — Алла Пугачёва, Катя Лычёва и Рая Горбачёва»[14].